# Докучаев, Михаил Павлович
Михаил Павлович Докуча́ев (27 сентября 1921, Дорогобуж — 28 февраля 1993, Москва) — советский военный, Герой Советского Союза, майор, командир 2-го стрелкового батальона 1266-го стрелкового полка 385-й стрелковой дивизии 50-й армии 2-го Белорусского фронта, участник польского похода РККА, Советско-финской и Великой Отечественной войны

## Биография
Родился 27 сентября 1921 в городе Дорогобуже ныне Смоленской области, в семье рабочего. Русский.
После окончания 9 классов средней школы работал весовщиком-сортировщиком на Дорогобужском льнозаводе.
В Красную Армию призван Дорогобужским РВК с 19 апреля 1939 года. Рядовым бойцом Михаил Докучаев участвовал в освобождении Западной Белоруссии (1939) сражался с белофиннами на Карельском перешейке (1940).
Окончил Краснодарское военно-пехотное училище (1941).
Во время Великой Отечественной войны на Западном фронте в составе 49-й армии с октября 1941.
С 19 ноября 1941 по 4 февраля 1942 года участвовал в боях под городом Юхнов Калужской области, где был тяжело ранен и контужен.
В 1942 окончил Курсы усовершенствования командного состава.
С 10 апреля 1942 года участвовал в боях за город Гжатск, ныне г. Гагарин Смоленской области в должности командира роты.
7 августа 1942 года назначен помощником начальника штаба 1266-го стрелкового полка (385-я стрелковая дивизия 16-я армия) по разведке. За короткий период времени сумел добиться хорошей организации как полковой разведки, так и разведгрупп в стрелковых батальонах полка, чем обеспечил детальное изучение переднего края обороны противника и его систему огня. Каждый ночной поиск организовывал и проводил лично, два раза сам возглавлял группу захвата. В ноябре 1942 и январе 1943 года возглавляемые им группы разведчиков захватили контрольных пленных противника.
Приказом по войскам 10-й армии № 0156 от 07.03.1943 капитан Докучаев награждён орденом Красной Звезды.
В декабре 1943 года был принят в члены ВКП(б).
25-26 декабря 1943 года, командуя 2-м стрелковым батальоном 1266-го стрелкового полка (385-я стрелковая дивизия), вместе со своими подчинёнными стремительным броском форсировал реку Проня в районе деревни Прилеповка (9 км северо-восточнее г. Чаусы, Могилёвской области) и повёл атаку на укреплённый район противника. После ожесточённого боя противник был выбит из передовых траншей с большими для него потерями. Сгруппировав значительные силы пехоты, поддержанные танками, немцы провели одну за другой пять контратак. Как только враги приближались к занятому рубежу, Докучаев, пренебрегая смертью, лично водил батальон в атаку. Несмотря на превосходящие силы противника и наличие у него танков, занятый батальоном Докучаева плацдарм был удержан до подхода основных сил.
За эти бои капитан Докучаев был представлен к ордену Красного Знамени, но приказом по войскам 10-й армии № 016 от 08.03.1944 г. был награждён орденом Александра Невского.
25-30 июня 1944 года в наступательных боях по освобождению Могилевской области, командуя 2-м стрелковым батальоном 1266-го стрелкового полка (385-я стрелковая дивизия), после прорыва сильно укреплённой обороны противника в районе города Чаусы умело организовал преследование противника. В результате стремительного продвижения батальоном майора Докучаева освобождено до 25-ти населенных пунктов Могилёвской области, взято в плен 10 вражеских солдат и офицеров, захвачены ценные документы и большие трофеи. С хода форсирован сильно укреплённый водный рубеж река Реста. Благодаря настойчивому преследованию противника, батальон, врезаясь во вражеские боевые порядки, отрезал немецкие подразделения от их коммуникаций и обращал их в паническое бегство, в силу чего заминировать дороги противник не успел, а также не успел взорвать заминированный мост через Днепр у деревни Дашковка, что способствовало быстрому продвижению частей 385 СД и форсированию ей реки Днепр.
За этот подвиг Указом Президиума Верховного Совета СССР от 24 марта 1945 года майору Докучаеву Михаилу Павловичу было присвоено звание Героя Советского Союза с вручением ордена Ленина и медали «Золотая Звезда».
Докучаев продолжал громить захватчиков на территории Белоруссии. В ночь на 4 июля 1944 года его батальон в числе передовых советских подразделений ворвался на южную окраину Минска и, развивая успех, участвовал в водружении красного знамени на Доме правительства БССР.
9-10 августа 1944 года в боях за крепость Осовец в Польше 2-й стрелковый батальон 1266 СП (385 СД) под командованием майора Докучаева наступал на правом фланге полка. Противник предпринял пять контратак с целью сорвать наступление батальона, но все они были отбиты бойцами батальона. При этом были уничтожены 50 немецких солдат и офицеров, 5 станковых пулемётов и вражеская радиостанция. Батальон Докучаева отлично выполнил поставленную перед ним задачу и захватил высоту 151,3.
За эти бои майор Докучаев был представлен командиром 1266 СП подполковником Коноваловым к ордену Отечественной войны 1-й степени, однако командир 385-й стрелковой дивизии полковник Супрунов повысил награду до ордена Красного Знамени. Это решение поддержали также командир 70-го стрелкового корпуса генерал-майор Терентьев и командующий 49-й армией генерал-лейтенант Гришин. 4 октября 1944 года приказом по войскам 49-й армии № 0120 Докучаев был награждён орденом Красного Знамени.
12 сентября 1944 года в боях за населённые пункты Гжималы-Щепанковске и Старе-Сежпуты, руководя боевыми действиями 2-го стрелкового батальона 1266 СП (385 СД), майор Докучаев своим умением и мастерством добился отличного выполнения поставленной задачи. Под его командованием батальон сломил упорное сопротивление противника, контратаковавшего наши боевые порядки при поддержке своих самоходных орудий и танков. Батальон, умело маневрируя, отбил контратаки противника и, перерезав шоссе Ломжа—Остроленка, оказал активное содействие в овладении частями 385 СД городом Ломжа.
За эти бои майор Докучаев приказом по войскам 49-й армии № 099 от 14.09.1944 был награждён орденом Красного Знамени.
С октября 1944 — заместитель командира 1270-го стрелкового полка. Участвовал в Восточно-Прусской и Восточно-Померанской операциях. 14 февраля 1945 года в районе города Данциг (ныне город Гданьск, Польша) был тяжело ранен в левую ногу и до апреля 1945 года находился на излечении в госпитале в городе Торн (ныне город Торунь, Польша).
Победу над гитлеровской Германией Докучаев встретил на Эльбе.
Участвовал в Параде Победы в Москве 24 июня 1945 года.
После войны продолжил службу в армии.
В мае 1945 — июле 1946 — заместитель командиров стрелкового и мотострелкового полков (в Группе советских войск в Германии). В 1949 году окончил Военную академию имени М. В. Фрунзе. Служил заместителем командира стрелкового полка и командиром стрелкового полка, в 1955-1959 — начальником ПВО стрелковой (с 1957 года — мотострелковой) дивизии (в Московском военном округе).
В 1959- 1963 годах служил старшим офицером отдела в Главном управлении кадров Министерства обороны СССР. Затем служил заместителем командира различных мотострелковых дивизий (в Южной группе войск, Венгрия).
С июля 1966 года полковник Докучаев — в запасе.
В 1968-1969 годах работал начальником жилищно-эксплуатационной конторы в Москве, в 1969-1970 годах — помощником проректора Московского полиграфического института по административно-
хозяйственной части. Затем работал начальником штабов гражданской обороны в Объединённом конструкторском бюро «Вымпел» (1970-1971) и НИИ радиоприборостроения (1971-1974).
Жил в Москве. Умер 28 февраля 1993 года. Похоронен на Митинском кладбище в Москве.

## Награды
- Герой Советского Союза (24 марта 1945);
- орден Ленина (24 марта 1945);
- два ордена Красного Знамени (14.09.1944, 04.10.1944);
- орден Александра Невского (08.03.1944);
- орден Отечественной войны 1-й степени (06.04.1985);
- два ордена Красной Звезды (07.03.1943, 26.10.1955).
- Медали, в том числе:
  - «За боевые заслуги» (15.11.1950);
  - «За победу над Германией в Великой Отечественной войне 1941—1945 гг.»;
  - «Ветеран Вооружённых Сил СССР»;
  - «За безупречную службу» 1-й степени.

## Почётный гражданин
Михаил Павлович Докучаев является почётным гражданином городов Дорогобужа, Могилёва.

## Память
- Имя Героя высечено золотыми буквами в зале Славы Центрального музея Великой Отечественной войны в Парке Победы города Москва.